# Comic-Book-Format
Das Comic-Book-Format (vom englischen Comic Book Format) ist ein Dateiformat, welches aus einer komprimierten Archivdatei besteht und Bilder zur sequentiellen Betrachtung – vor allem Comics – enthält. Das Archiv kann in verschiedenen Dateiformaten komprimiert sein.

## Details
Ein Archiv mit der Dateierweiterung .cbz (für Comic Book Zip) besteht aus einer regulären ZIP-Datei, die Bilder zur Betrachtung in Reihenfolge der alphabetisch geordneten Namen der Bilddateien enthält. Ist das Dateiarchiv hingegen in einem anderen Format erzeugt worden, ändert sich die Erweiterung entsprechend:
- .cbz → ZIP
- .cbr → RAR
- .cb7 → 7z
- .cbt → TAR
- .cba → ACE
- .cbtc → TrueCrypt-Container
- .cvbdl → Bundle-Ordner (Mac OS X)

Somit ist es möglich, die Bilddateien im PNG- oder JPEG-Format vieler einzelner Comic-Seiten oder anderer Bilderserien (wie digitale Bilderbücher) in einer einzigen Datei zusammenzufassen, so dass das gesamte Dokument einfach weitergegeben und mit einem entsprechenden Programm komfortabel durchgeblättert werden kann.
Besitzt man keinen Betrachter für das Comic-Book-Format, kann man mit einem Packprogramm problemlos das Archiv entpacken und die Bilder mit einem regulären Bildbetrachter anzeigen. Eventuell muss dazu vorher die Dateiendung durch die vom Packprogramm standardmäßig vergebene ersetzt werden.
Das Format wird direkt zum Beispiel von den Dokumentenbetrachtern Evince (Linux/Gnome), Atril (Linux/MATE), Okular (Linux/KDE) und Sumatra PDF (Windows) unterstützt.